# Bramantino

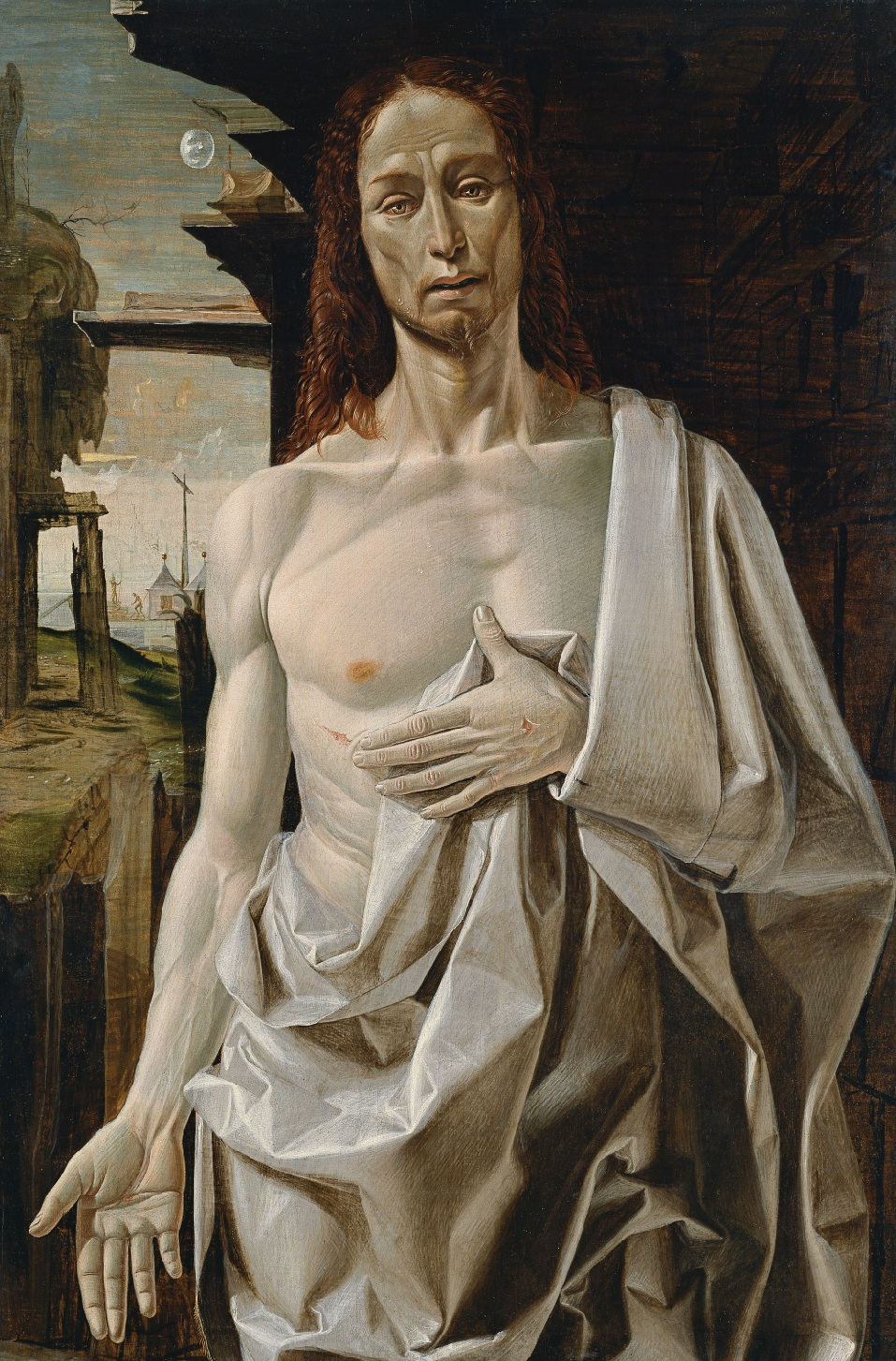
Cristo resucitado, técnica mixta sobre tabla, 109 x 73 cm, Madrid, Museo Thyssen-Bornemisza.

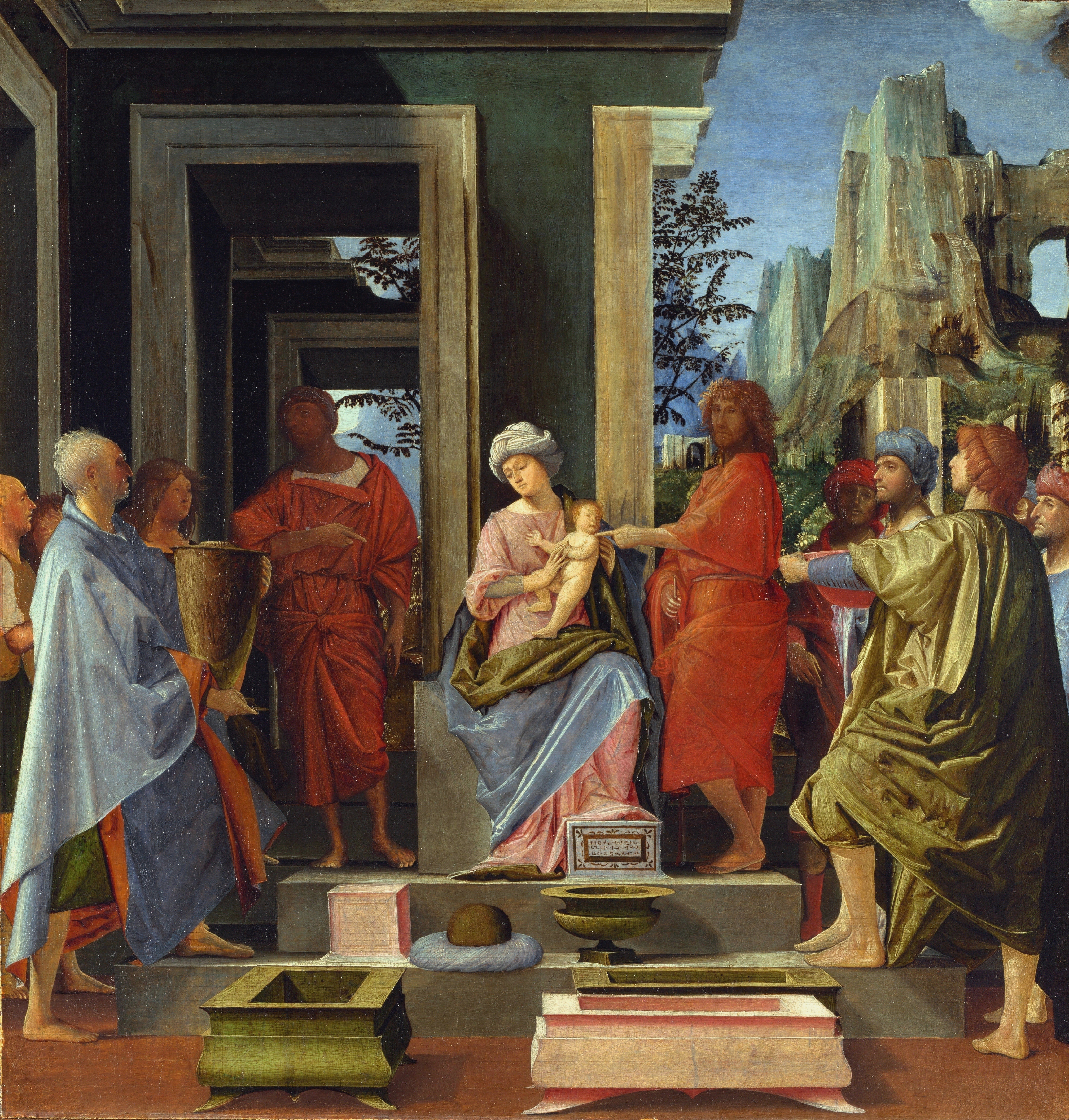
Adoración de los magos (National Gallery de Londres).

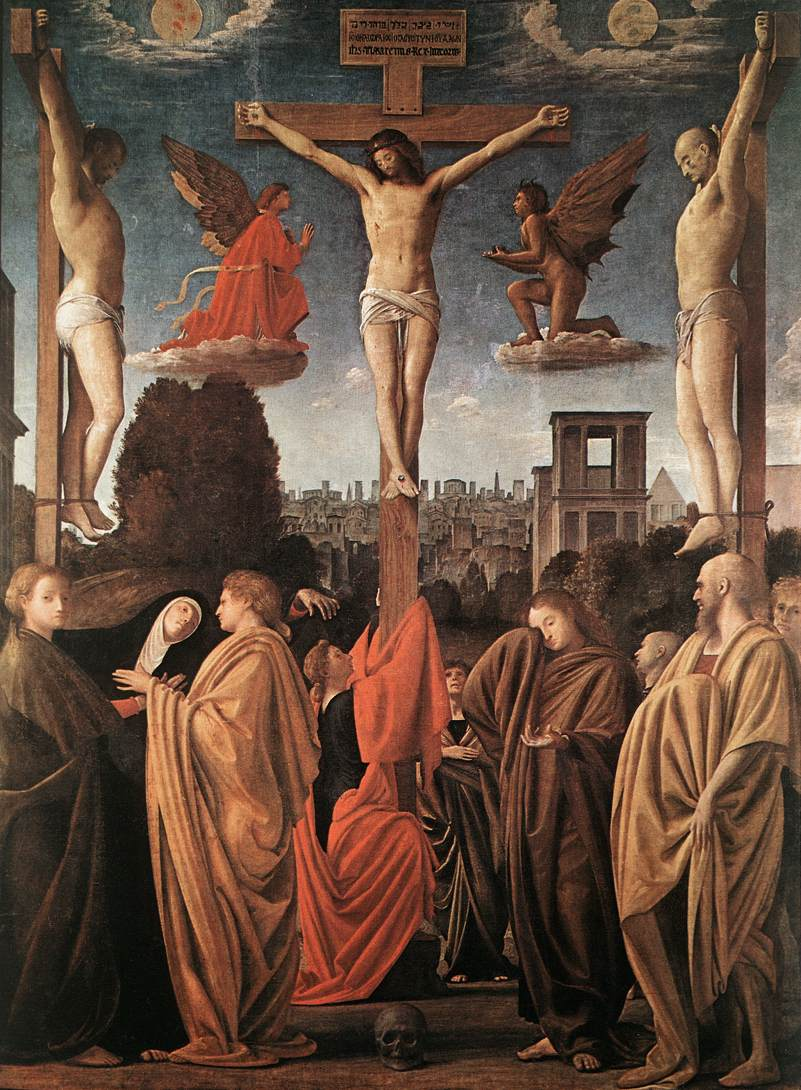
Crucifixión de Brera (Pinacoteca de Brera).

Bartolomeo Suardi, más conocido como Bramantino (c. 1455-c. 1535), fue un pintor y arquitecto italiano.

## Biografía
Nació en Milán, hijo de Alberto Suardi, aunque registros de su vida permanecen aún poco claros. Hay una mención a Bramantino da Milano en las biografías de Piero della Francesca, Benvenuto Tisi (Garofalo), Girolamo da Carpi, y Jacopo Sansovino escritas por Giorgio Vasari. Fredberg cita a un seguidor o discípulo, conocido como el Pseudo Bramantino, activo en Nápoles a principios del siglo XVI, probablemente el llamado por Pietro Summonte Pietro sardo, luego identificado con el murciano Pedro Fernández. El Bramantino de Vasari, si es que existió, trabajó para el papa Nicolás V entre 1450 y 1455, dato incompatible con lo que se conoce de la biografía y de las obras de Bartolomeo Suardi. Por otro lado, está documentado que Suardi participó a finales de 1508 en la primera fase de la decoración de las estancias vaticanas (aunque para 1509 ya estaba de vuelta en Milán). Además, este Bramantino tiene la serena y en ocasiones artificial quietud del clasicismo de Piero della Francesca, Leonardo, y de Ercole de' Roberti (Ercole Ferrarese). Freedberg sostiene que Bartolomeo Suardi nació alrededor de 1465, se formó con Donato Bramante, de quien tomó el nombre, y fue influenciado por la tradición quattrocentista de Piero della Francesca, a la que él añadiría nueva fuerza expresiva.

## Obras de madurez

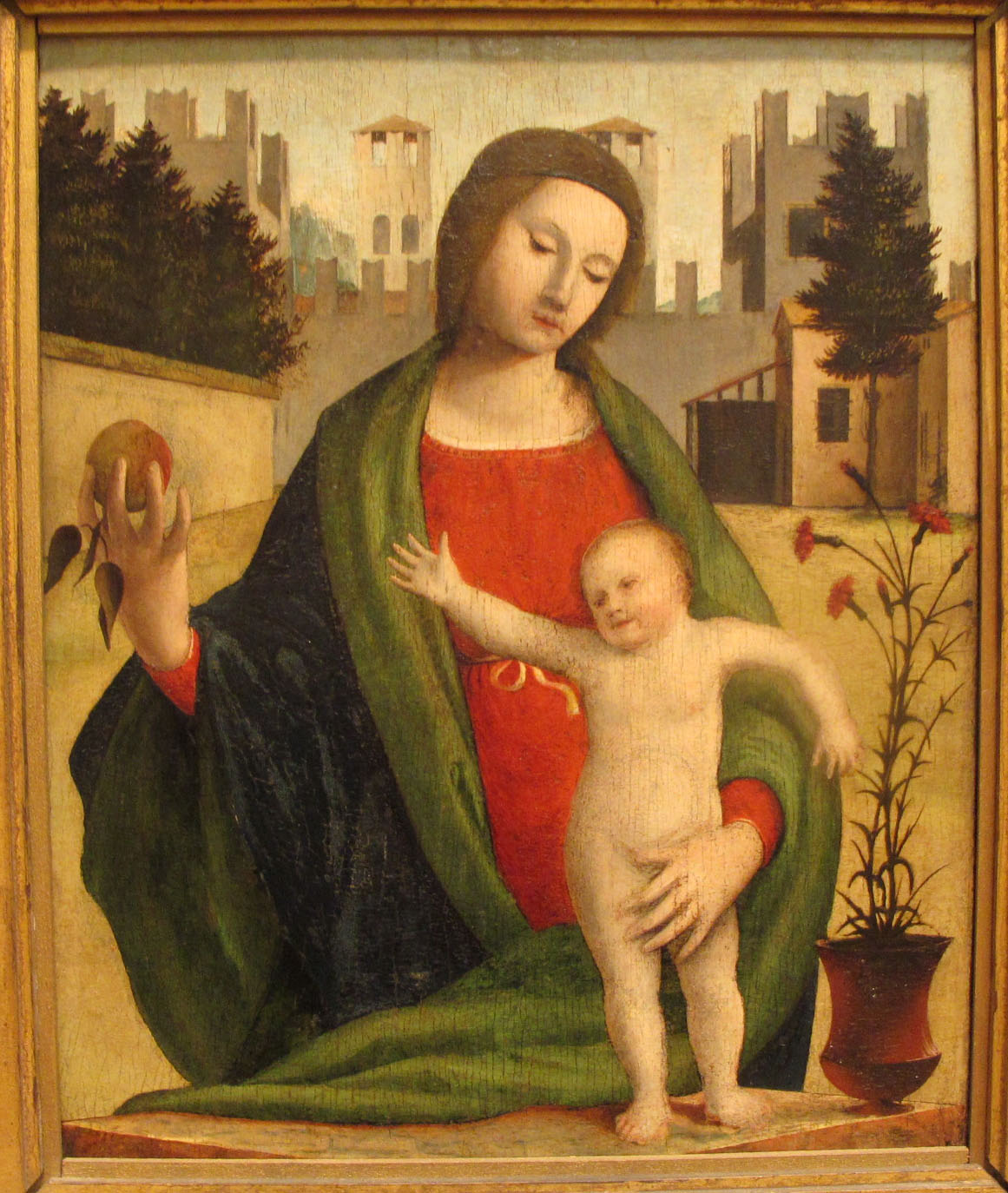
Señora y su hijo, asociado a Bramantino.

En 1508 se comprometió en Roma. Donato Bramante pensó en la arquitectura de Bramantino, y el pupilo asistió al maestro en la realización del interior de la iglesia de Santa Maria presso San Satiro en Milán. 
En pintura, realizó retratos de personajes célebres de la Iglesia. Sus obras más tempranas que se conocen son Natividad (década de 1490, Brera) y Cristo resucitado (hacia 1490, Museo Thyssen-Bornemisza). Una de sus obras más conocidas es la Adoración de los magos (1495-98), de la National Gallery de Londres. En añadidura al clasicismo impasible y sin emoción y al simétrico purismo lógico geométrico, esta pintura es significativa por el corte imaginativo del edificio que revela una montaña extravagante en el último plano. 
Un Fresco de la Pietá (c. 1505, ahora en Ambrosiana) se encuentra en fragmentos. Antes de 1508, diseñó tapices de los meses para Gian Giacomo Trivulzio (en el Castello Sforzesco). El Altar de San Miguel (o la Madonna col Bambino fra san Giacomo e san Luigi) en el Ambrosiana, obra significativa por el asesinado escorzado ("Ario hereje") frente a San Ambrosio y a la gigante rana muerta (que simboliza al demonio) delante de San Miguel y en el fondo dos santos impasibles, que data de 1510. Freedberg ve en esta pintura un impulso influenciado por Leonardo de circunscribir la imagen a un mundo donde la cuasi-abstracta geometría rigurosa, caracterizada por "amenazantes siluetas de arquitectura imaginaria e inhumana, construida por una regla y un cuadrado, que toman mayor importancia." Las figuras, incluso cuando intentan revelar emociones, aparecen vacíos, distantes, "autómatas" confinados a ser peones del ejercicio geométrico, algo común en las primeras obras de Piero della Francesca. Otra obra maestra es la Crucifixión de Brera(c. 1510-1520).
Bramantino fue contratado como arquitecto por la corte del duque Francesco Sforza y su ayuda como ingeniero para la defensa de Milán le granjeó gran cantidad de premios.